# Football Manager 2005
Football Manager 2005 (conhecido como Worldwide Soccer Manager 2005 na América do Norte) é um jogo eletrônico de gerenciamento de futebol lançado em 5 novembro de 2004 para Windows e Mac OS, desenvolvido pela Sports Interactive e publicado pela Sega. É o primeiro jogo da série Football Manager.
O jogo se tornou o lançamento a vender mais cópias em sua semana de lançamento em toda a história da Sega da Europa. Ele também foi o primeiro jogo da Sports Interactive a ser publicado na América do Norte.

## Desenvolvimento
As tensões cresceram entre a Sports Interactive e sua publicadora Eidos Interactive durante o desenvolvimento conturbado de Championship Manager 4 (CM4). A desenvolvedora temia que fosse substituída, então se preparou para a divisão. Mais tarde seria revelado que isso não passava de um mal entendido. A Sports Interactive se redimiu com a atualização de temporada Championship Manager 03/04, onde conseguiram realizar o que queriam com CM4, mas a decisão mútua de se separar já havia sido tomada e anunciada.
Em 12 fevereiro de 2004, depois de se separar da Eidos Interactive, a Sports Interactive anunciou que havia adquirido a marca "Football Manager" sob a qual ela lançaria seus jogos futuros publicados pela Sega enquanto a série Championship Manager continuaria com novos desenvolvedores. A empresa manteve os direitos para o código e dados de jogo de Championship Manager 03/04 e baseou Football Manager 2005 neles.

### Ligas disponíveis
- Primera División
- A-League
- A. Bundesliga
- Pro League
- Brasileirão
- A PFG
- Primera Divisón
- Liga Postobón
- First League
- Gambrinus Liga
- Superliga
- Premier League
- Veikkausliiga
- Ligue 1
- Bundesliga
- Superleague
- Eredivisie
- Football League
- First Division
- First Division
- I-League
- First League
- League of Ireland
- First League
- Serie A
- Super League
- Primera División
- Football League
- Tippeligaen
- Primera División
- Ekstraklasa
- Primera Liga
- Liga I
- Premier League
- Premier League
- First Division
- S.League
- First Division
- First Division
- Premier League
- K-League
- La Liga
- Allsvenskan
- Super League
- Super Lig
- Major League Soccer
- Premier League
- Primera División
- Premier League

## Recepção
Football Manager 2005 recebeu críticas "geralmente favoráveis" de acordo com o agregador de críticas Metacritic, com uma nota média agregada de 89/100.
Kristian Reed da Eurogamer considerou Football Manager 2005 "um jogo bonito do jogo bonito" e o deu uma nota de 9 de 10. Brett Todd da GameSpot considerou-o "tão aprofundado e viciante quanto seus predecessores", dando uma nota de 8.6 de 10. A Gamereactor da Suécia deu ao jogo uma nota de 9 de 10, afirmando que ele é "o verdadeiro Championship Manager 5, mas com um nome diferente" e "o pico absoluto do gênero". A Gamereactor da Dinamarca e da Noruega foram um pouco menos favoráveis, dando notas de 7 e 8 de 10, respectivamente.
O jogo recebeu um prêmio de vendas de "Platina" da Entertainment and Leisure Software Publishers Association, indicando pelo menos 300 mil cópias vendidas no Reino Unido.
Football Manager 2005 também recebeu o prêmio "Sunday Times Reader Award for Games" na premiação British Academy Games Awards de 2005.